# Play Deep
Play Deep ist das Debütalbum der britischen Pop-Rock-Band The Outfield, das im August 1985 erschien.

## Entstehung und Veröffentlichung
Die Erstveröffentlichung von Play Deep erfolgte am 12. August 1985 bei CBS Records. Das Album erschien in seiner Originalausführung als CD (Katalognummer: CK 40027) und LP (Katalognummer: 26594) mit zehn Titeln.
Geschrieben wurden alle Lieder alleine von Outfield-Mitglied John Spinks. Für die Produktion zeichneten Rick Chertoff und William Wittman verantwortlich.

## Inhalt
1. Say It Isn’t So – 3:48
2. Your Love – 3:36
3. I Don’t Need Her – 3:51
4. Everytime You Cry – 3:29
5. 61 Seconds – 4:18
6. Mystery Man – 4:04
7. All the Love – 3:32
8. Talk to Me – 3:34
9. Taking My Chances – 3:37
10. Nervous Alibi – 3:52

## Kommerzieller Erfolg

### Chartplatzierungen
| ChartsChartplatzierungen       | Höchstplatzierung | Wochen |
| ------------------------------ | ----------------- | ------ |
| Vereinigte Staaten (Billboard) | 9 (66 Wo.)        | 66     |

### Auszeichnungen für Musikverkäufe
| Land/Region               | Auszeichnungen für Musikverkäufe (Land/Region, Auszeichnung, Verkäufe) | Verkäufe  |
| ------------------------- | ---------------------------------------------------------------------- | --------- |
| Kanada (MC)               | Gold                                                                   | 50.000    |
| Vereinigte Staaten (RIAA) | 2× Platin                                                              | 2.000.000 |
| Insgesamt                 | 1× Gold · 2× Platin ·                                                  | 2.050.000 |